# Sassari
Sassari (sassaresisch: Sassari; sardisch: Tàtari/Tàttari/Tàthari) ist mit 121.085 Einwohnern (Stand 31. Dezember 2023) die zweitgrößte Stadt Sardiniens. Sassari liegt im Norden der Insel und ist Hauptstadt der gleichnamigen Metropolitanstadt Sassari. Die angrenzenden Gemeinden sind Alghero, Muros, Olmedo, Osilo, Ossi, Porto Torres, Sennori, Sorso, Stintino, Tissi, Uri und Usini.

## Geschichte
Sassari wurde im Mittelalter von den Einwohnern der antiken Stadt Turris Libysonis (heute Porto Torres) gegründet, die so den häufigen Angriffen der Sarazenen entfliehen wollten. Die erste schriftliche Erwähnung datiert aus dem Jahre 1131. Später wurde Sassari, das im Hochmittelalter zum Judikat von Torres gehörte, Besitztum der Seemacht Pisa, das 1288 nach der Seeschlacht bei Meloria an Genua fiel. 1294 wurde der Ort zur ersten freien Stadt der Insel, mit eigener Verfassung, den Statuti Sassaresi, die bis 1771 in Kraft waren. Mit der Eroberung Sardiniens durch König Jakob II. von Aragon 1325 kam die Stadt unter die Herrschaft der Krone von Aragon, die aber erst 1410 endgültig den Besitz festigen konnte. Seit 1479 zum neuen Königreich Spanien gehörend, wurde Sardinien im Jahre 1718 als Königreich mit dem Herzogtum Savoyen vereinigt. Dessen Herrscher wurden 1861 Könige des neuen Nationalstaates Italien, in den seitdem auch Sassari eingegliedert ist. Im Zweiten Weltkrieg kamen bei einem Luftangriff durch englische Flugzeuge am 17. Mai 1943 in Sassari 12 Menschen ums Leben.
Den Namen der Stadt trägt im italienischen Heer seit 1915 eine Brigade der mechanisierten Infanterie, also der Panzergrenadiere, die „Brigata Sassari“. Sie besteht seit 2009 aus drei Regimentern und wurde in jüngerer Zeit im Irakkrieg eingesetzt; sie war Bestandteil der internationalen Truppen in Afghanistan in der westlichen Provinz Herat.

## Sehenswürdigkeiten
- Das Museo Nazionale G. A. Sanna
- Die Nekropole von Montalè
- Die archäologische Fundstätte Monte d’Accoddi
- Die Nuraghe Rumanedda

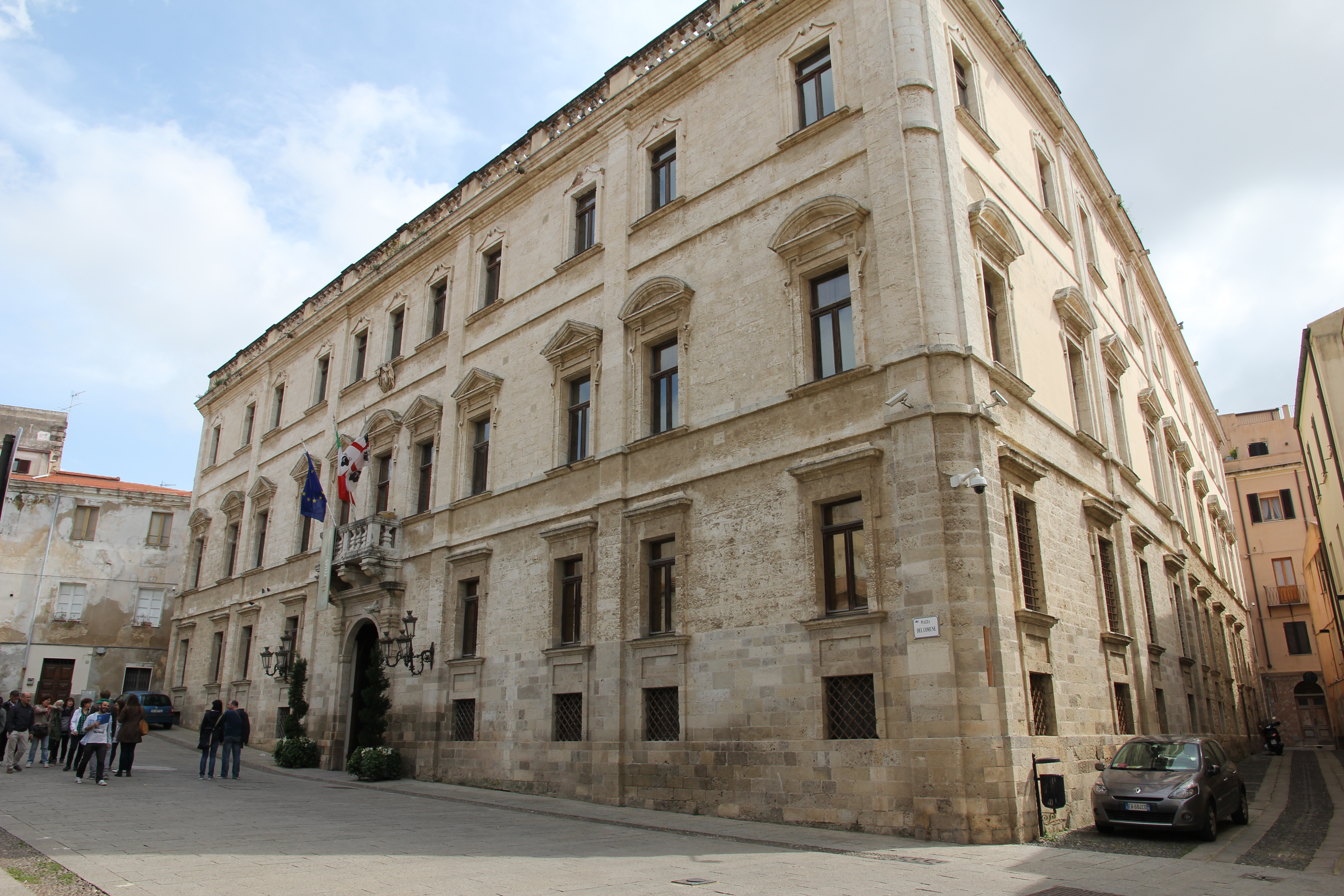
Palazzo Ducale, jetzt das Rathaus
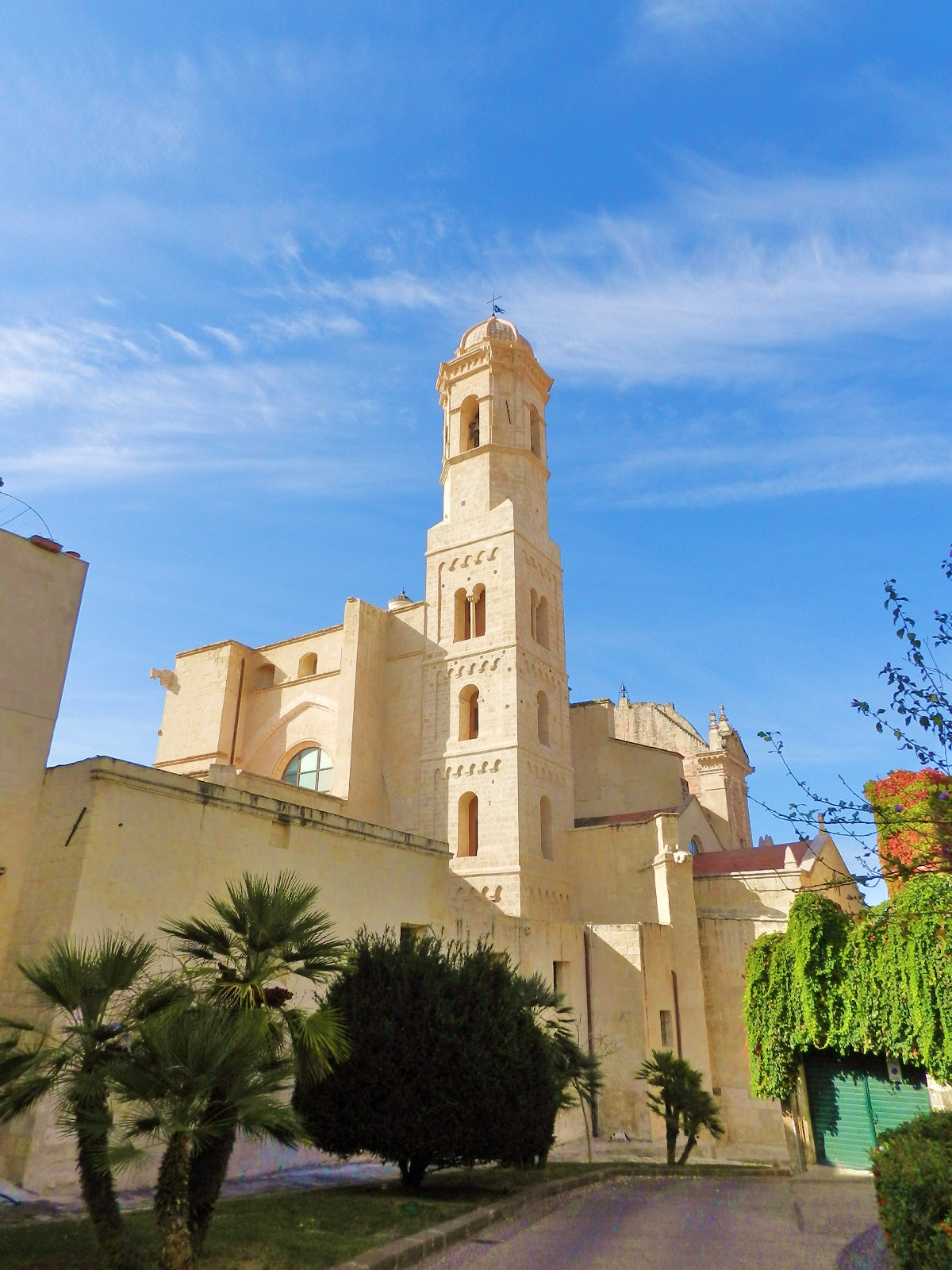
Kathedrale di San Nicola
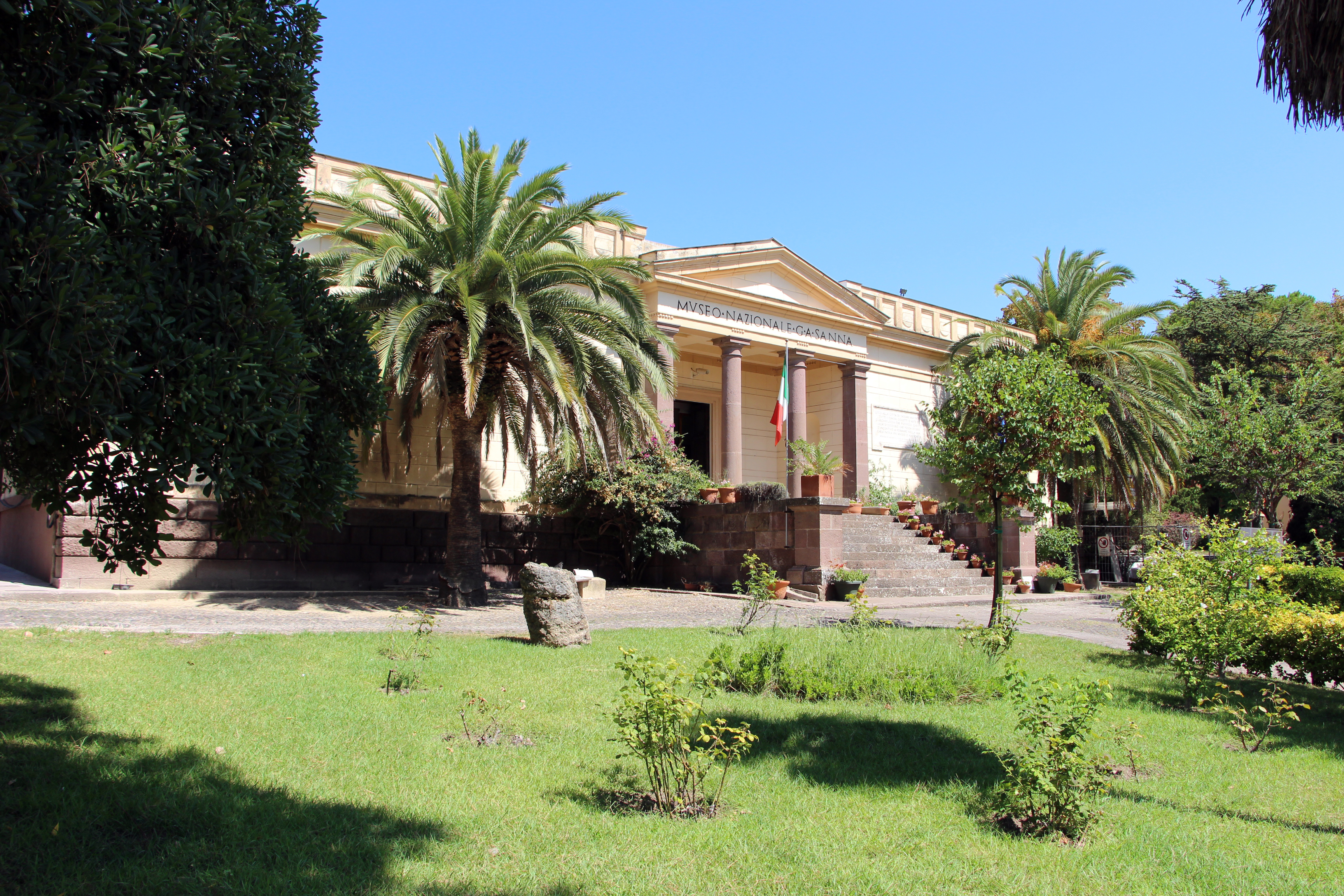
Museo Nazionale G. A. Sanna
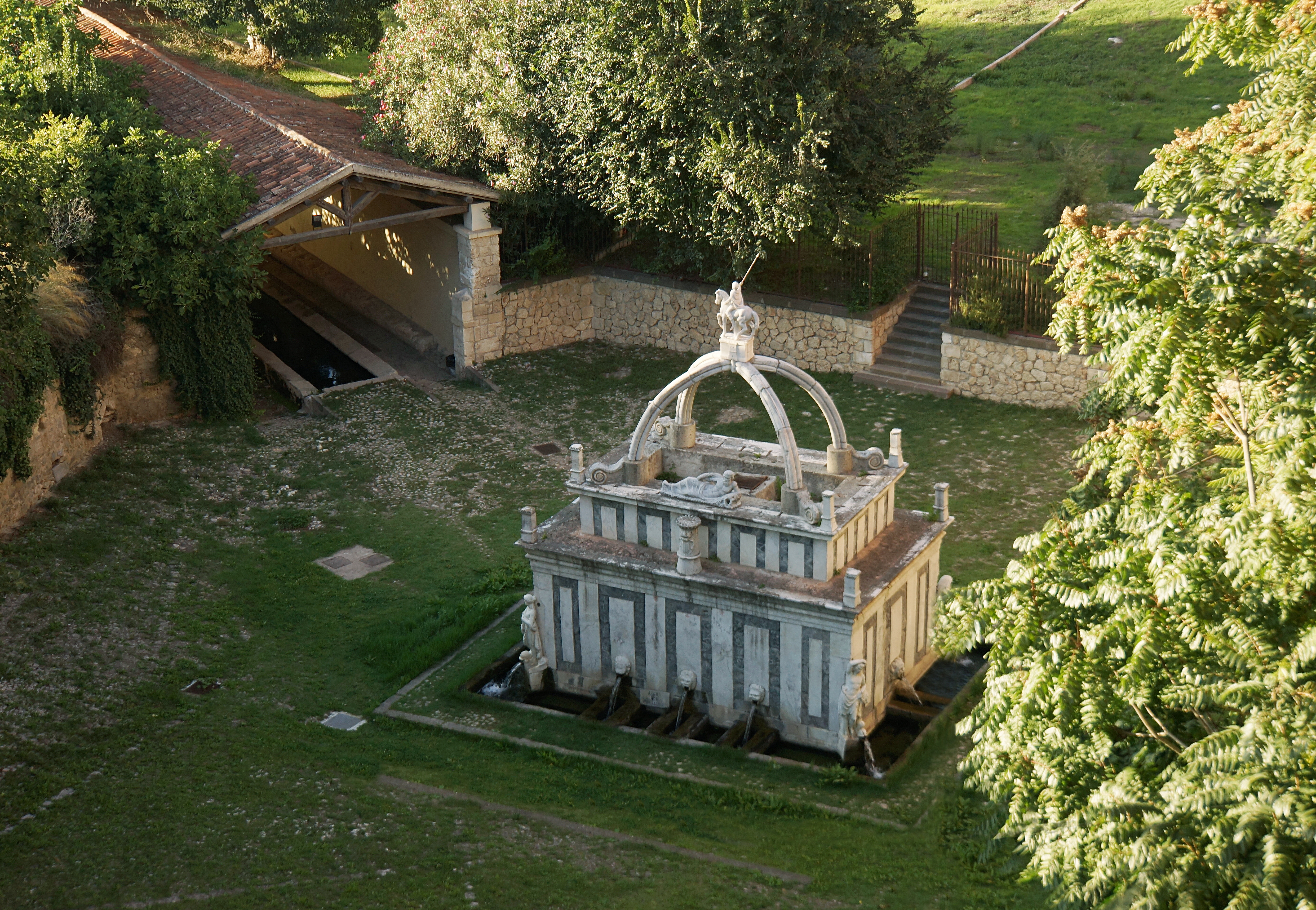
Fontana di Rosello
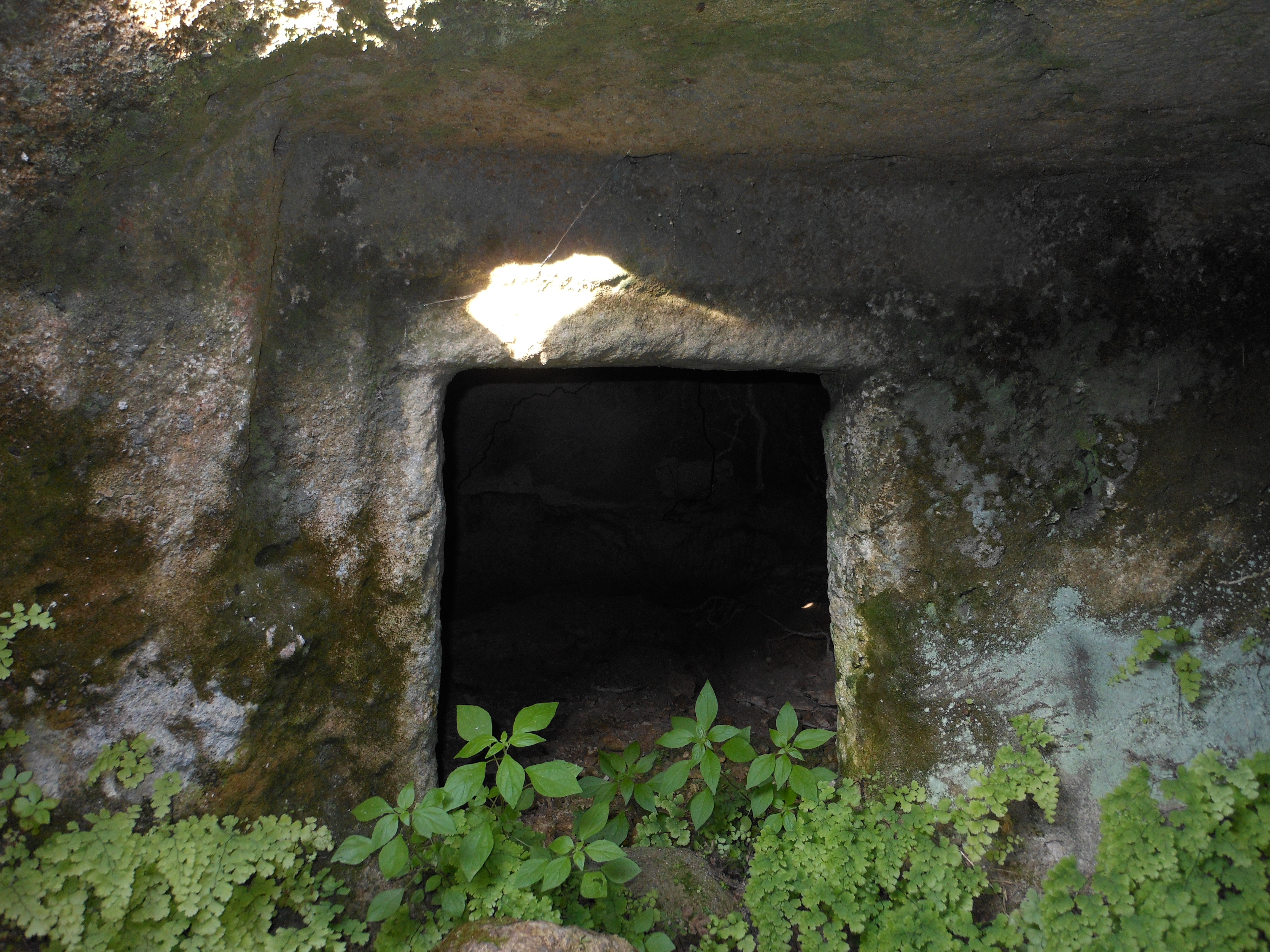
Nekropole von Montalè
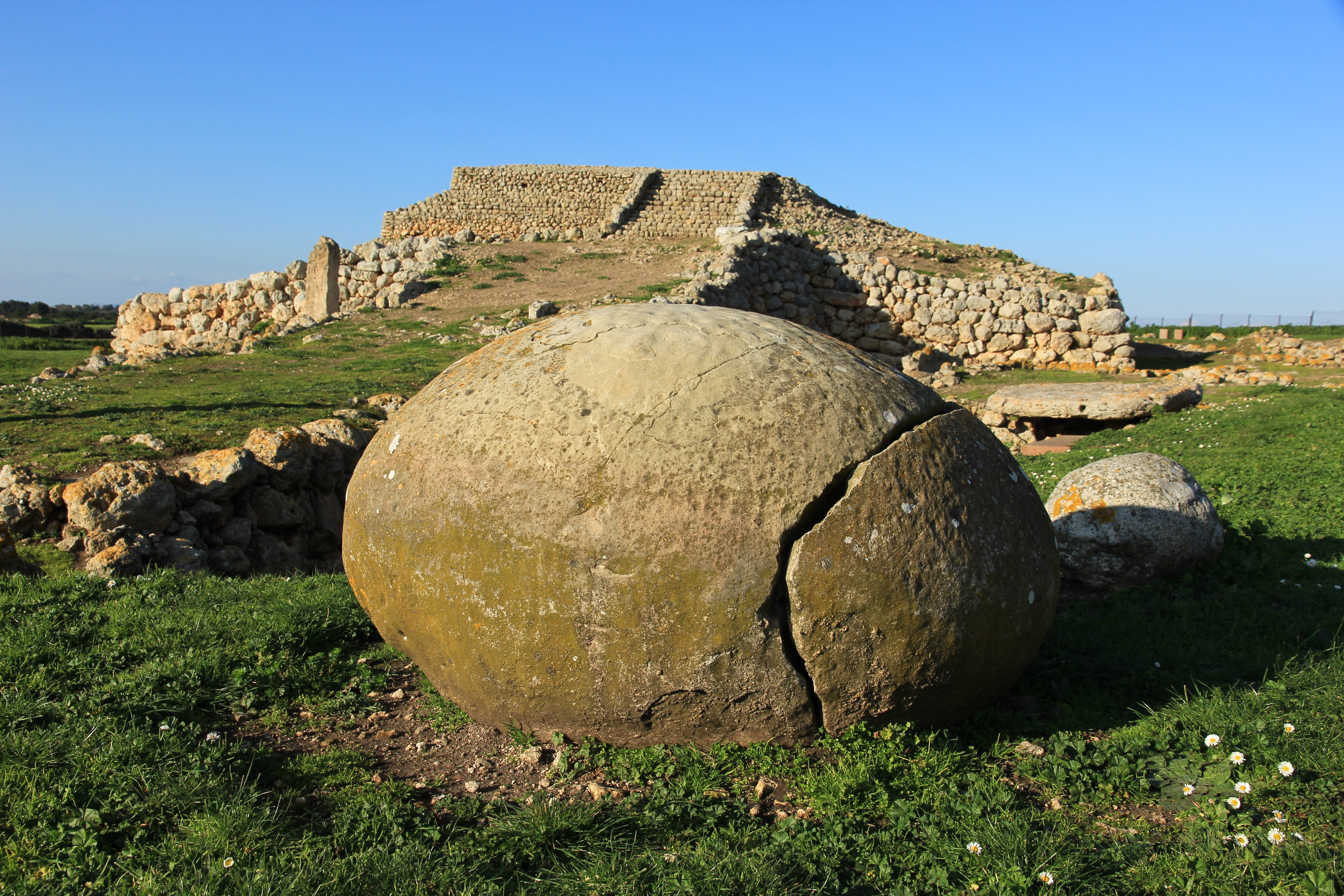
Monte d’Accoddi
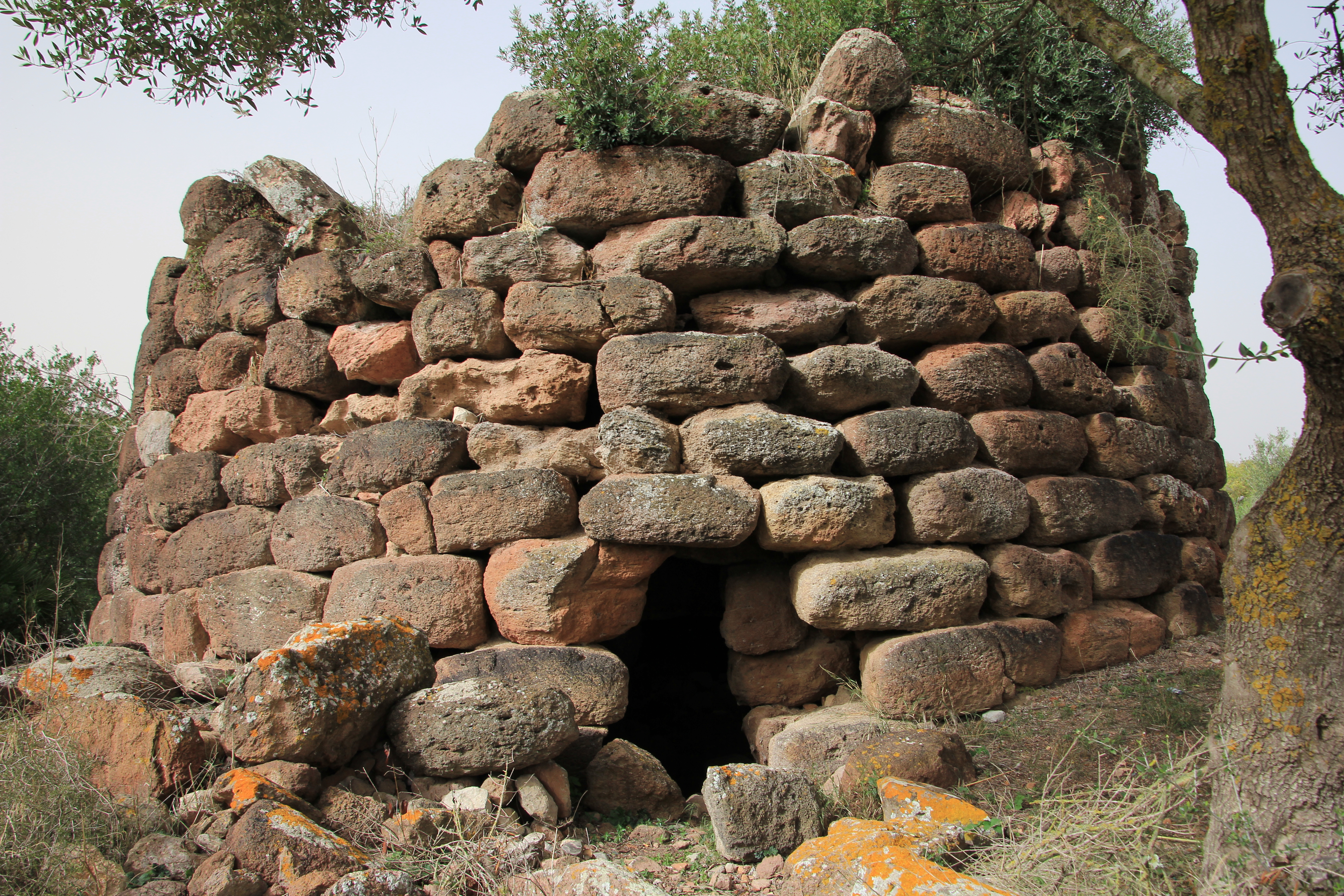
Nuraghe Rumanedda

## Bildung

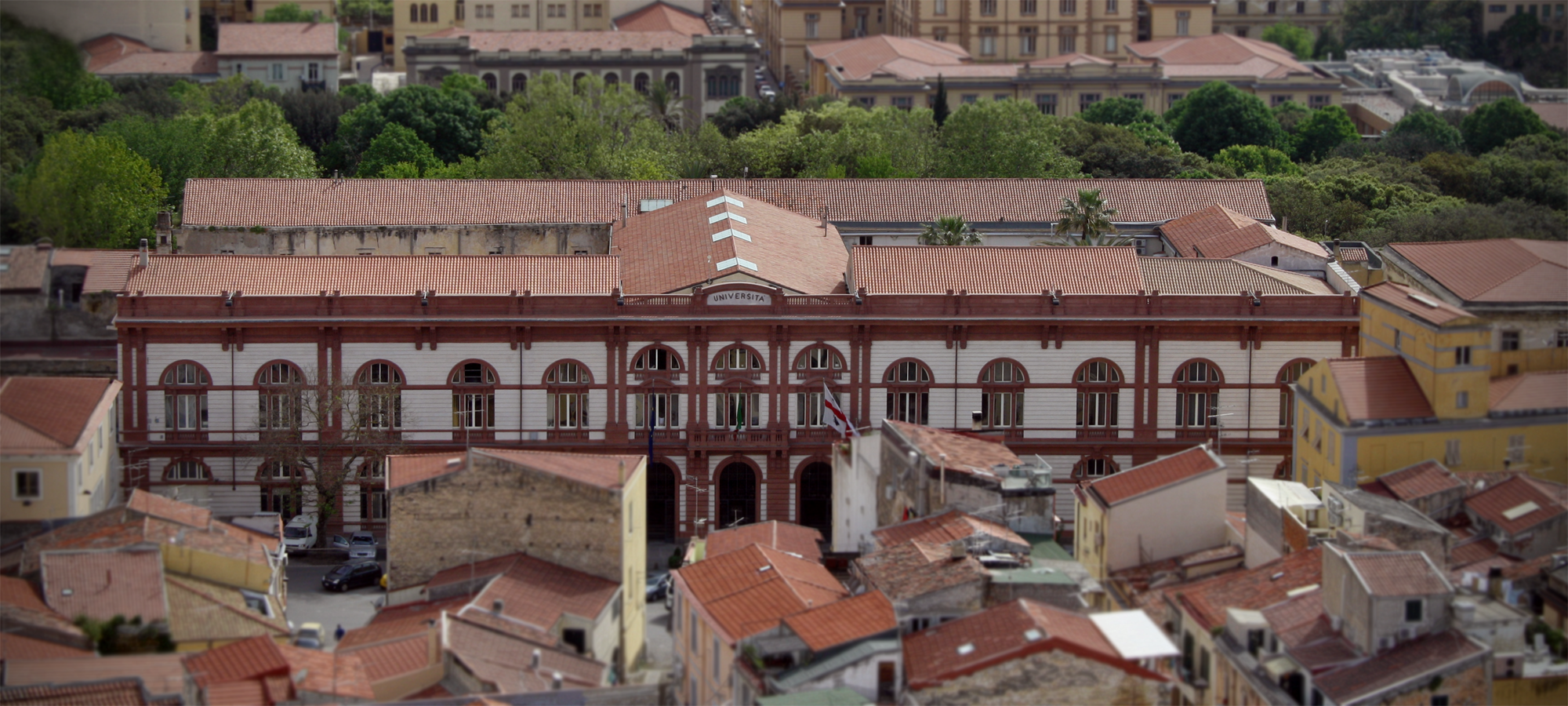
Die Universität Sassari

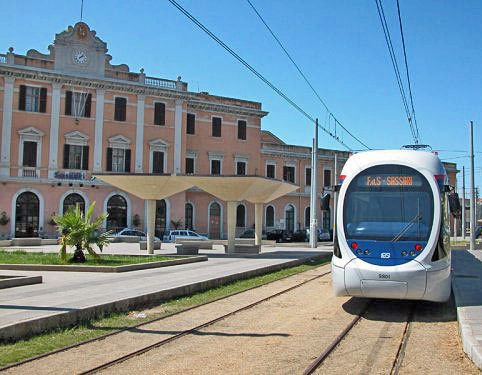
Stadtbahn Sassari

Sassari ist der Sitz der 1617 gegründeten Universität Sassari, die ursprünglich vor allem für ihre juristische Fakultät bekannt war; heute besitzt sie insgesamt 11 Fakultäten, die in 24 Abteilungen (Dipartimenti) aufgeteilt sind. Seit Ende 2020 ist der Geograph Gavino Mariotti Rektor.

## Wirtschaft
Neben dem Handel werden in und um Sassari folgende Lebensmittel produziert: Olivenöl, Gemüse, Wein und Käse. Weiters gibt es Textilproduktion; zudem ist Sassari der Unternehmenssitz des Gesundheitslogistik-Unternehmens Difarma.

## Verkehr
Am 27. Oktober 2006 wurde in Sassari eine zweieinhalb Kilometer lange Straßenbahnstrecke mit sieben Haltestellen in Betrieb genommen.

## Söhne und Töchter der Stadt
- Domenico Alberto Azuni (1749–1827), Geschichtsforscher und Rechtsgelehrter
- Ritta und Christina Parodi (1829–1829), siamesische Zwillinge
- Luigi Canepa (1849–1914), Komponist
- Giovanni Sechi (1871–1948), Seeoffizier
- Adelasia Cocco (1885–1983), Ärztin; eine der ersten Ärztinnen Italiens und besetzte als erste Frau das Amt eines Arztes in Italien
- Mario Sironi (1885–1961), Maler des Futurismus und des Novecento
- Eva Mameli Calvino (1886–1978), Botanikerin
- Antonio Segni (1891–1972), Politiker, italienischer Ministerpräsident 1955–1957 und 1959–1960 sowie Staatspräsident von 1962 bis 1964
- Luigi Polano (1897–1984), kommunistischer Politiker
- Gavino Matta (1910–1954), Boxer
- Vittore Bocchetta (1918–2021), Resistenzakämpfer, Bildhauer, Maler und Literaturwissenschaftler
- Enrico Berlinguer (1922–1984), Politiker, Generalsekretär der Kommunistischen Partei Italiens (PCI) von 1972 bis 1984
- Antonio Siddi (1923–1983), Leichtathlet
- Giovanni Berlinguer (1924–2015), Politiker und Sozialmediziner
- Francesco Cossiga (1928–2010), Politiker der DC, italienischer Ministerpräsident 1979–1980, Präsident des Senats 1983–1985 und Staatspräsident 1985–1992
- Maria Frau (* 1930), Filmschauspielerin
- Luigi Berlinguer (1932–2023), Rechtshistoriker und Politiker
- Mino Loy (* 1933), Filmproduzent und -regisseur
- Pietro Meloni (* 1935), römisch-katholischer Bischof von Nuoro
- Mariotto Segni (* 1939), Sohn von Antonio Segni, Politiker und Professor für Privatrecht an der Universität Sassari
- Enrico Costa (* 1944), Astrophysiker
- Enzo Calzaghe (1949–2018), britischer Boxtrainer
- Riccardo Lay (* 1949), Jazzbassist
- Guido Melis (* 1949), Verwaltungswissenschaftler und Politiker
- Francesco Pigliaru (* 1954), Wirtschaftswissenschaftler, Hochschullehrer und Politiker
- Antonello Grimaldi (* 1955), Filmregisseur
- Gabriele Manca (* 1957), Komponist
- Pietro Paolo Virdis (* 1957), Fußballspieler
- Domenico Brigaglia (* 1958), Motorradrennfahrer
- Maria Teresa Camoglio (* 1961), Filmregisseurin
- Paola Antonelli (* 1963), Museumskuratorin
- Giovanni Puggioni (* 1966), Sprinter
- Elisabetta Canalis (* 1978), Schauspielerin und Model
- Federico Serra (* 1994), Boxer
- Andrea Agrusti (* 1995), Leichtathlet